# Dhundari
Dhundari är ett indoariskt språk, med nio miljoner talare (2002). Språket är ett subjekt–objekt–verb-språk. En del talare använder också hindi.